# Zotalemimon chapaensis
Zotalemimon chapaensis là một loài bọ cánh cứng trong họ Cerambycidae.